# 香港杂记
香港杂记是中国第一本用汉字书写，而且专门描写香港的书，作者是陈鏸勋。于清朝末年出版。光緒二十年（1894年），香港中华印务总局印刷了本书的仿聚珍板。这本书叙述了香港当时的状况，并且讲述了开港史。共十二章，分别是：地理形势、开港来历、国家政治、稅餉度支、中西船务、中西商务、中西医所、民藉練兵、街道樓房、水道暗渠、華英書塾、港則瑣言。本书引用了英国人沙拔的日记，亦有自己的实地考察，也引用了香港政府的统计情况。本书诞生之时，香港只包括香港島、九龍半島和昂船洲。而新界，包括新九龙。由广东省广州府、新安县九龙司管辖。

## 现状
仿聚珍板现在保存于香港大学，书中称有15张插图，香港大学版本缺图，图书馆亦有流传影印本。1996年，中国广东暨南大學出版社出有《嶺南叢書》，其中有《香港杂记》，把该书用简体字重排，名为《香港雜記（外二種）》，文字亦由直书改为横书。由莫世祥校注。